# Nicolae Bădescu
Nicolae Bădescu (n. 23 septembrie 1912, București, România – d. 1991, București, România) a fost un demnitar comunist. 

## Biografie
Nicolae Bădescu a absolvit liceul Gheorghe Lazăr și Institutul de Arhitectură București. A devenit membru al PCR în 1942. Nicolae Bădescu a fost secretar de celulă și membru al Comitetului sectorului ministere (din mart. 1945); asistent la Facultatea de Arhitectură (din 1946); director general în Ministerul Construcțiilor și Lucrărilor Publice (din 1947); director adjunct și consilier la Institutul de Proiectări din Ministerul Construcțiilor (din 1949); președinte al Comitetului de Stat pentru Construcții de pe lângă Consiliul de Miniștri (29 mart. 1952); președinte al Comitetului de Stat pentru Arhitectură și Construcții (24 ian. 1953–3 mart. 1955); decan al Facultății de Arhitectură; membru al Comitetului executiv al Sfatului popular al Capitalei; adjunct al ministrului Construcțiilor (din mart. 1957, în febr. 1958); vicepreședinte al Comitetului de Stat pentru Economie și Administrația Locală (din 21 oct. 1969). 
Nicolae Bădescu a fost deputat în Marea Adunare Națională în sesiunile din perioada 1947 - 1975. Nicolae Bădescu a fost decorat cu următoarele distincții:

## Decorații
- „Medalia Muncii“ (1949);
- Medalia „A cincea aniversare a Republicii Populare Române” (24 decembrie 1952) „pentru lupta și munca duse în vederea făuririi, consolidării și prosperării Republicii Populare Române”[2]
- Medalia „A 10-a aniversare de la înființarea primelor unități ale Armatei populare române“ (1953);
- Medalia „Eliberarea de sub jugul fascist“ (1954);
- Ordinul Muncii clasa a III-a (21 august 1954) „pentru merite deosebite pe tărîmul construcției de stat, economice, sociale și culturale, cu ocazia celei de a zecea aniversări a eliberării patriei noastre”[3]
- Ordinul „23 August” clasa a IV-a (12 august 1959) „pentru merite deosebite în opera de construire a socialismului”[4]
- Medalia „40 de ani de la înființarea Partidului Comunist din Romînia” (6 mai 1961) „pentru merite în activitatea de partid și întărirea regimului democrat-popular”[5]
- Ordinul Muncii clasa I (12 octombrie 1962) „pentru merite în opera de construire a socialismului, cu prilejul împlinirii a 50 de ani de la nașterea sa”[6]
- Ordinul „Steaua Republicii Populare Romîne” clasa a II-a (18 august 1964) „pentru merite deosebite în opera de construire a socialismului, cu prilejul celei de a XX-a aniversări a eliberării patriei”[7]
- Ordinul „23 August” clasa a II-a (4 mai 1971) „cu prilejul aniversării a 50 de ani de la constituirea Partidului Comunist Român, [...] pentru merite deosebite în opera de construire a socialismului”[8]
- Ordinul „Tudor Vladimirescu” clasa a II-a (30 aprilie 1966) „cu prilejul celei de-a 45-a aniversări de la înființarea Partidului Comunist din România, pentru îndelungată activitate în mișcarea muncitorească și merite deosebite în opera de construire a socialismului”[9]
- Premiul I pentru proiectul arhitectonic al Aerogării Băneasa;
- Premiul de Stat clasa I.

## Vezi și
- Lista membrilor Comitetului Central al Partidului Comunist Român